# Tadeusz Grzeszczyński
Tadeusz Izydor Grzeszczyński, ps. „Zawisza”, także jako „Stefanowski” (ur. 15 lub 16 grudnia 1896 w Rohatynie, zm. 27 stycznia 1990 w Londynie) – major Wojska Polskiego i Armii Krajowej.

## Życiorys
Urodził się 15 lub 16 grudnia 1896 w Rohatynie.
Po odzyskaniu przez Polskę niepodległości został przyjęty do Wojska Polskiego. Uczestniczył w wojnie polsko-bolszewickiej. Został awansowany na stopień porucznika piechoty ze starszeństwem z dniem 1 czerwca 1919, a następnie na stopień kapitana ze starszeństwem z dniem 1 lipca 1923. W latach 20. i 30. był oficerem 44 pułku piechoty w Równem. W 1939 w stopniu majora był dowódcą III batalionu detaszowanego we Włodzimierzu.
Po wybuchu II wojny światowej nastaniu okupacji niemieckiej zaangażował się w konspiracyjną działalność wojskową. Od listopada 1939 do października 1944 pełnił stanowisko komendanta Szkół Podchorążych w strukturze organizacji Powstańcze Oddziały Specjalne „Jerzyki”. Został oficerem Armii Krajowej. Pełnił funkcję dowódcy pododdziału Start 1 w strukturze batalionu „Czata 49”. Był żołnierzem Okręgu Warszawa AK używając pseudonimu „Zawisza” oraz przybranej tożsamości „Stefanowski”. W stopniu majora uczestniczył w powstaniu warszawskim: w ramach Grupy AK „Północ” był szefem sztabu Zgrupowania „Kuba-Sosna” oraz pełnił stanowisko dowódcy pododcinka wschodniego „Zawisza” (obszar Leszno-Przejazd), na obszarze dzielnicy Stare Miasto (został ranny), skąd kanałami przedostał się na Śródmieście Północ. Po upadku powstania został wzięty przez Niemców do niewoli.
Po wojnie pozostał na emigracji w Wielkiej Brytanii. Zmarł 27 stycznia 1990. Został pochowany na Cmentarzu Gunnersbury.
Jego żoną była Cecylia Krystyna z Wajdów, primo voto Czajkowska (1898–1983), która podczas wojny w stopniu sierżanta służyła w Pomocniczej Służbie Kobiet.

## Ordery i odznaczenia
- Krzyż Srebrny Orderu Virtuti Militari nr 12313[14]
- Krzyż Komandorski Orderu Odrodzenia Polski (11 listopada 1977)[15]
- Krzyż Niepodległości (13 kwietnia 1931)[16]
- Krzyż Walecznych (dwukrotnie)
- Srebrny Krzyż Zasługi (16 marca 1928)[17]